# Textiltervezés

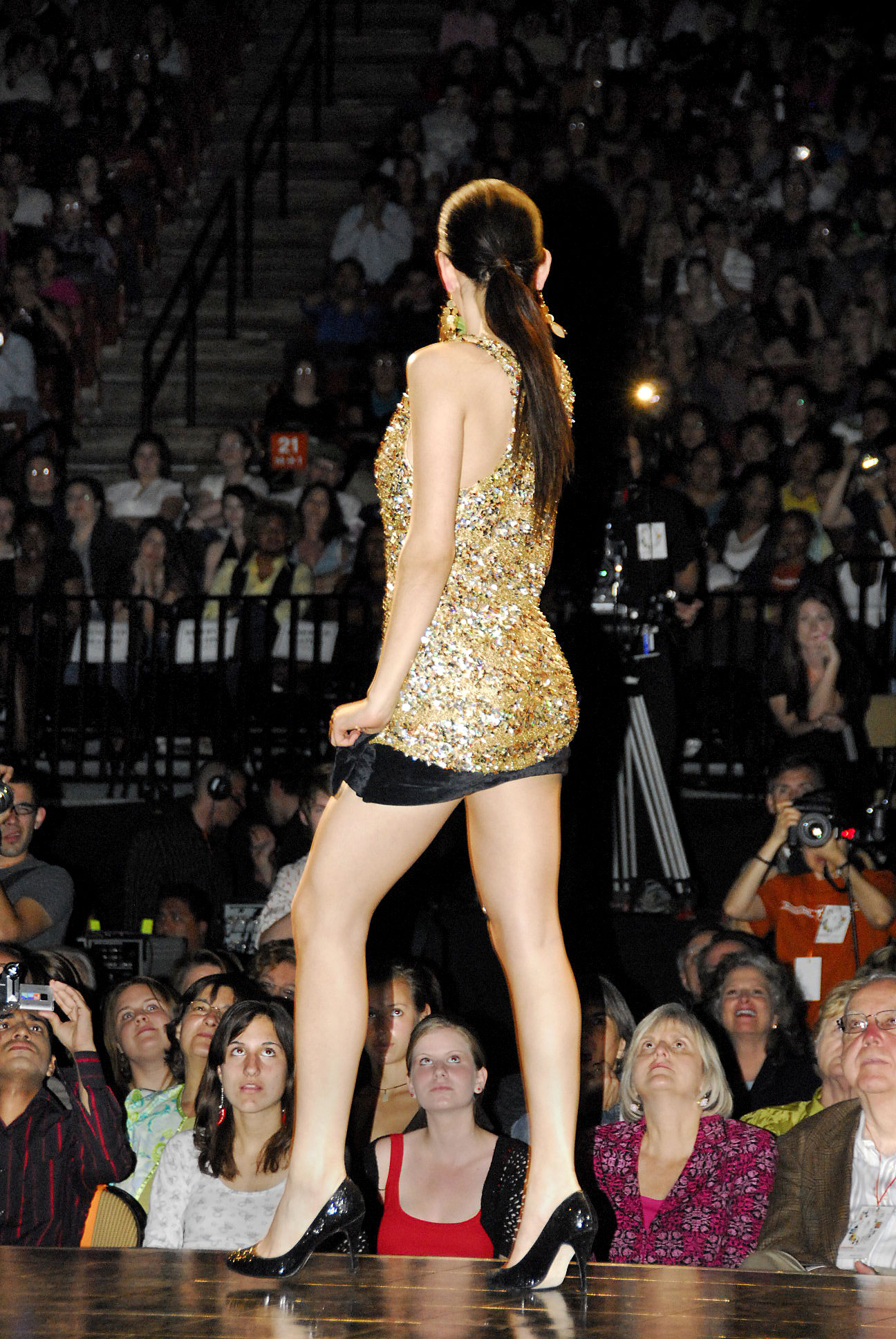
Diák fashion show, 2007

A textiltervezés az iparművészet egyik műfaja. A textil-funkcióknak nagy a változatossága: falikárpitok, tértextilek, textil-tárgykollázsok, bútorszövetek, függönyök, szőnyegek, takarók, ruhamodellek, öltözőkiegészítők. 
A kárpitművészet megteremtése-megújítása Magyarországon a 20. század első felében alkotó Ferenczy Noémi nevéhez fűződik. Műveinek új szelleme abban a titokban rejlik, hogy a kárpitszövést a képzőművészet minden más területétől elválasztva, csak anyagi és a technika tulajdonságaira, lehetőségeire építette. Messze kerülte azt a megelőző gyakorlatot, amelyben a gobelinbe öltöztetett festmények jelentették a szövött kárpit hamis, műfaj-ellenes módszerét. A kárpitművészet nem élvezett semmiféle támogatást, mégis egyre több művész ült a szövőszék mellé. Solti Gizella kárpitművész szakmai felkészültséggel, művészi képességével, kísérletező kedvével új lehetőségekre hívta fel a figyelmet.
A hazai textilbiennálék (Szombathely) és a nemzetköziek (Lausanne, Lódz) egyre nagyobb érdeklődésre tettek szert. A biennálé szervezésében nagy szerepet vállal az 1991-ben létrehozott Kulturális Alapítvány a Textilművészetért (a Magyar Képzőművészek és Iparművészek Szövetsége alapította), mely a textil területeinek különbözőségét és bemutatásának megvalósítását a legátfogóbban tudja koordinálni.
A textiltervezést a Moholy-Nagy Művészeti Egyetemen lehet tanulni felsőfokú képzés keretei között.